# Stanley Willard Bromley
Stanley Willard Bromley, född den 7 december 1899 i Worcester County, Massachusetts, död den 16 februari 1954 i Stamford, Connecticut, var en amerikansk entomolog specialiserad på tvåvingar.
Auktorsnamnet Bromley kan användas för Stanley Willard Bromley i samband med ett vetenskapligt namn inom zoologin; se Wikipedia-artiklar som länkar till auktorsnamnet.